# Copa FGF de 2004
A Copa FGF de 2004 (ou Copa Colombo/LG por motivos de patrocínio) foi a primeira edição da Copa FGF realizada no ano de 2004 com a participação de 28 clubes. O campeão foi o Esportivo de Bento Gonçalves que derrotou na final a equipe do Gaúcho.

## Tabela

### Primeira Fase

#### Grupo 1
| Grupo 1 | Grupo 1              | Grupo 1 | Grupo 1 | Grupo 1 | Grupo 1 | Grupo 1 | Grupo 1 | Grupo 1 | Grupo 1 | Grupo 1 |
| Pos     | Times                | Pts     | J       | V       | E       | D       | GP      | GC      | SG      | %       |
| ------- | -------------------- | ------- | ------- | ------- | ------- | ------- | ------- | ------- | ------- | ------- |
| 1       | 20 de Setembro       | 22      | 10      | 7       | 1       | 2       | 13      | 8       | +5      | 73      |
| 2       | Grêmio               | 21      | 10      | 7       | 0       | 3       | 15      | 8       | +7      | 70      |
| 3       | Juventus             | 19      | 10      | 6       | 1       | 3       | 19      | 13      | +6      | 63      |
| 4       | Inter de Santa Maria | 17      | 10      | 5       | 2       | 3       | 19      | 12      | +7      | 57      |
| 5       | Riograndense         | 6       | 10      | 2       | 0       | 8       | 9       | 18      | –9      | 20      |
| 6       | Uruguaiana           | 3       | 10      | 1       | 0       | 9       | 12      | 28      | –16     | 10      |

|  |                                           |
|  | Equipes classificadas às quartas de final |

#### Grupo 2
| Grupo 2 | Grupo 2           | Grupo 2 | Grupo 2 | Grupo 2 | Grupo 2 | Grupo 2 | Grupo 2 | Grupo 2 | Grupo 2 | Grupo 2 |
| Pos     | Times             | Pts     | J       | V       | E       | D       | GP      | GC      | SG      | %       |
| ------- | ----------------- | ------- | ------- | ------- | ------- | ------- | ------- | ------- | ------- | ------- |
| 1       | Pelotas           | 20      | 10      | 5       | 5       | 0       | 18      | 6       | +12     | 67      |
| 2       | Farroupilha       | 17      | 10      | 5       | 2       | 3       | 16      | 13      | +3      | 57      |
| 3       | Ulbra             | 16      | 10      | 5       | 1       | 4       | 16      | 11      | +5      | 53      |
| 4       | Brasil de Pelotas | 16      | 10      | 4       | 4       | 2       | 16      | 8       | +8      | 53      |
| 5       | São Paulo-RS      | 11      | 10      | 3       | 2       | 5       | 9       | 13      | –4      | 37      |
| 6       | Rio Grande        | 3       | 10      | 1       | 0       | 9       | 7       | 31      | –24     | 10      |

|  |                                           |
|  | Equipes classificadas às quartas de final |

#### Grupo 3
| Grupo 3 | Grupo 3               | Grupo 3 | Grupo 3 | Grupo 3 | Grupo 3 | Grupo 3 | Grupo 3 | Grupo 3 | Grupo 3 | Grupo 3 |
| Pos     | Times                 | Pts     | J       | V       | E       | D       | GP      | GC      | SG      | %       |
| ------- | --------------------- | ------- | ------- | ------- | ------- | ------- | ------- | ------- | ------- | ------- |
| 1       | Novo Hamburgo         | 18      | 10      | 5       | 3       | 2       | 15      | 6       | +9      | 60      |
| 2       | Caxias                | 17      | 10      | 4       | 5       | 1       | 19      | 9       | +10     | 57      |
| 3       | Sapiranga             | 16      | 10      | 4       | 4       | 2       | 12      | 6       | +6      | 53      |
| 4       | Veranópolis           | 15      | 10      | 4       | 3       | 3       | 18      | 15      | +3      | 50      |
| 5       | Brasil de Farroupilha | 12      | 10      | 3       | 3       | 4       | 11      | 16      | –5      | 40      |
| 6       | Cruzeiro-RS           | 2       | 10      | 0       | 2       | 8       | 6       | 29      | –23     | 7       |

|  |                                           |
|  | Equipes classificadas às quartas de final |

#### Grupo 4
| Grupo 4 | Grupo 4     | Grupo 4 | Grupo 4 | Grupo 4 | Grupo 4 | Grupo 4 | Grupo 4 | Grupo 4 | Grupo 4 | Grupo 4 |
| Pos     | Times       | Pts     | J       | V       | E       | D       | GP      | GC      | SG      | %       |
| ------- | ----------- | ------- | ------- | ------- | ------- | ------- | ------- | ------- | ------- | ------- |
| 1       | Esportivo   | 21      | 8       | 7       | 0       | 1       | 22      | 11      | +11     | 88      |
| 2       | RS Futebol  | 11      | 8       | 3       | 2       | 3       | 9       | 12      | -3      | 46      |
| 3       | Juventude   | 9       | 8       | 2       | 3       | 3       | 8       | 10      | -2      | 38      |
| 4       | São José-RS | 8       | 8       | 2       | 2       | 4       | 9       | 14      | -5      | 33      |
| 5       | Cachoeira   | 7       | 8       | 2       | 1       | 5       | 12      | 13      | -1      | 29      |

|  |                                           |
|  | Equipes classificadas às quartas de final |

| Esportivo  |       | 2 - 1 | 3 - 0 | 5 - 2 | 3 - 2 |
| RS Futebol | 0 - 3 |       | 1 - 1 | 0 - 0 | 2 - 1 |
| Juventude  | 1 - 2 | 3 - 1 |       | 0 - 1 | 1 - 0 |
| São José   | 3 - 1 | 1 - 2 | 1 - 1 |       | 1 - 2 |
| Cachoeira  | 2 - 3 | 1 - 2 | 1 - 1 | 3 - 0 |       |

|  |                     |  |        |  |                      |
|  | Vitória do Mandante |  | Empate |  | Vitória do Visitante |

#### Grupo 5
| Grupo 5 | Grupo 5       | Grupo 5 | Grupo 5 | Grupo 5 | Grupo 5 | Grupo 5 | Grupo 5 | Grupo 5 | Grupo 5 | Grupo 5 |
| Pos     | Times         | Pts     | J       | V       | E       | D       | GP      | GC      | SG      | %       |
| ------- | ------------- | ------- | ------- | ------- | ------- | ------- | ------- | ------- | ------- | ------- |
| 1       | Internacional | 17      | 8       | 5       | 2       | 1       | 12      | 7       | +5      | 71      |
| 2       | Gaúcho        | 14      | 8       | 4       | 2       | 2       | 9       | 7       | +2      | 58      |
| 3       | São Luiz      | 10      | 8       | 3       | 1       | 4       | 6       | 5       | +1      | 42      |
| 4       | Passo Fundo   | 8       | 8       | 2       | 2       | 4       | 9       | 13      | -4      | 33      |
| 5       | Ipiranga      | 7       | 8       | 2       | 1       | 5       | 8       | 12      | –4      | 29      |

|  |                                           |
|  | Equipes classificadas às quartas de final |

## Tabela da 2ª Fase

### Confrontos
|  | Oitavas de final     | Oitavas de final  | Oitavas de final  | Oitavas de final  |   |               | Quartas de final   | Quartas de final   | Quartas de final   | Quartas de final   |  |           | Semifinais                    | Semifinais                    | Semifinais                    | Semifinais                    |           |   | Final               | Final               | Final               | Final               |
|  | 7 a 14 de outubro    | 7 a 14 de outubro | 7 a 14 de outubro | 7 a 14 de outubro |   |               | 17 a 27 de outubro | 17 a 27 de outubro | 17 a 27 de outubro | 17 a 27 de outubro |  |           | 30 de outubro a 7 de novembro | 30 de outubro a 7 de novembro | 30 de outubro a 7 de novembro | 30 de outubro a 7 de novembro |           |   | 15 a 21 de novembro | 15 a 21 de novembro | 15 a 21 de novembro | 15 a 21 de novembro |
|  |                      |                   |                   |                   |   |               |                    |                    |                    |                    |  |           |                               |                               |                               |                               |           |   |                     |                     |                     |                     |
|  | Esportivo            | 1                 | 4                 | 5                 |   |               |                    |                    |                    |                    |  |           |                               |                               |                               |                               |           |   |                     |                     |                     |                     |
|  | São Luiz             | 1                 | 1                 | 2                 |   |               |                    |                    |                    |                    |  |           |                               |                               |                               |                               |           |   |                     |                     |                     |                     |
|  | São Luiz             | 1                 | 1                 | 2                 |   | Esportivo     | 6                  | 1                  | 7                  |                    |  |           |                               |                               |                               |                               |           |   |                     |                     |                     |                     |
|  |                      |                   |                   |                   |   | Esportivo     | 6                  | 1                  | 7                  |                    |  |           |                               |                               |                               |                               |           |   |                     |                     |                     |                     |
|  |                      | Farroupilha       | 0                 | 1                 | 1 |               |                    |                    |                    |                    |  |           |                               |                               |                               |                               |           |   |                     |                     |                     |                     |
|  | Farroupilha          | Farroupilha       | 0                 | 1                 | 1 | 1             | 0                  | 1                  |                    |                    |  |           |                               |                               |                               |                               |           |   |                     |                     |                     |                     |
|  | Farroupilha          |                   |                   |                   |   | 1             | 0                  | 1                  |                    |                    |  |           |                               |                               |                               |                               |           |   |                     |                     |                     |                     |
|  | Inter de Santa Maria | 1                 | 0                 | 1                 |   |               |                    |                    |                    |                    |  |           |                               |                               |                               |                               |           |   |                     |                     |                     |                     |
|  | Inter de Santa Maria | 1                 | 0                 | 1                 |   |               |                    |                    |                    |                    |  | Esportivo | 1                             | 0                             | 1                             |                               |           |   |                     |                     |                     |                     |
|  |                      |                   |                   |                   |   |               |                    |                    |                    |                    |  | Esportivo | 1                             | 0                             | 1                             |                               |           |   |                     |                     |                     |                     |
|  |                      | Caxias            | 0                 | 0                 | 0 |               |                    |                    |                    |                    |  |           |                               |                               |                               |                               |           |   |                     |                     |                     |                     |
|  | Caxias               | Caxias            | 0                 | 0                 | 0 | 3             | 2                  | 5                  |                    |                    |  |           |                               |                               |                               |                               |           |   |                     |                     |                     |                     |
|  | Caxias               |                   |                   |                   |   | 3             | 2                  | 5                  |                    |                    |  |           |                               |                               |                               |                               |           |   |                     |                     |                     |                     |
|  | Grêmio               | 0                 | 1                 | 1                 |   |               |                    |                    |                    |                    |  |           |                               |                               |                               |                               |           |   |                     |                     |                     |                     |
|  | Grêmio               | 0                 | 1                 | 1                 |   | Caxias        | 2                  | 2                  | 4                  |                    |  |           |                               |                               |                               |                               |           |   |                     |                     |                     |                     |
|  |                      |                   |                   |                   |   | Caxias        | 2                  | 2                  | 4                  |                    |  |           |                               |                               |                               |                               |           |   |                     |                     |                     |                     |
|  |                      | Ulbra             | 1                 | 1                 | 2 |               |                    |                    |                    |                    |  |           |                               |                               |                               |                               |           |   |                     |                     |                     |                     |
|  | Ulbra                | Ulbra             | 1                 | 1                 | 2 | 5             | 3                  | 8                  |                    |                    |  |           |                               |                               |                               |                               |           |   |                     |                     |                     |                     |
|  | Ulbra                |                   |                   |                   |   | 5             | 3                  | 8                  |                    |                    |  |           |                               |                               |                               |                               |           |   |                     |                     |                     |                     |
|  | 20 de Setembro       | 0                 | 1                 | 1                 |   |               |                    |                    |                    |                    |  |           |                               |                               |                               |                               |           |   |                     |                     |                     |                     |
|  | 20 de Setembro       | 0                 | 1                 | 1                 |   |               |                    |                    |                    |                    |  |           |                               |                               |                               |                               | Esportivo | 3 | 2                   | 5                   |                     |                     |
|  |                      |                   |                   |                   |   |               |                    |                    |                    |                    |  |           |                               |                               |                               |                               |           | 3 | 2                   | 5                   |                     |                     |
|  |                      | Gaúcho            | 0                 | 0                 | 0 |               |                    |                    |                    |                    |  |           |                               |                               |                               |                               |           |   |                     |                     |                     |                     |
|  | Gaúcho               | Gaúcho            | 0                 | 0                 | 0 | 3             | 0                  | 3                  |                    |                    |  |           |                               |                               |                               |                               |           |   |                     |                     |                     |                     |
|  | Gaúcho               |                   |                   |                   |   | 3             | 0                  | 3                  |                    |                    |  |           |                               |                               |                               |                               |           |   |                     |                     |                     |                     |
|  | RS Futebol           | 0                 | 2                 | 2                 |   |               |                    |                    |                    |                    |  |           |                               |                               |                               |                               |           |   |                     |                     |                     |                     |
|  | RS Futebol           | 0                 | 2                 | 2                 |   | Gaúcho        | 2                  | 4                  | 6                  |                    |  |           |                               |                               |                               |                               |           |   |                     |                     |                     |                     |
|  |                      |                   |                   |                   |   | Gaúcho        | 2                  | 4                  | 6                  |                    |  |           |                               |                               |                               |                               |           |   |                     |                     |                     |                     |
|  |                      | Novo Hamburgo     | 0                 | 1                 | 1 |               |                    |                    |                    |                    |  |           |                               |                               |                               |                               |           |   |                     |                     |                     |                     |
|  | Novo Hamburgo        | Novo Hamburgo     | 0                 | 1                 | 1 | 1             | 0                  | 1                  |                    |                    |  |           |                               |                               |                               |                               |           |   |                     |                     |                     |                     |
|  | Novo Hamburgo        |                   |                   |                   |   | 1             | 0                  | 1                  |                    |                    |  |           |                               |                               |                               |                               |           |   |                     |                     |                     |                     |
|  | Juventude            | 1                 | 0                 | 1                 |   |               |                    |                    |                    |                    |  |           |                               |                               |                               |                               |           |   |                     |                     |                     |                     |
|  | Juventude            | 1                 | 0                 | 1                 |   |               |                    |                    |                    |                    |  | Gaúcho    | 1                             | 1                             | 2                             |                               |           |   |                     |                     |                     |                     |
|  |                      |                   |                   |                   |   |               |                    |                    |                    |                    |  | Gaúcho    | 1                             | 1                             | 2                             |                               |           |   |                     |                     |                     |                     |
|  |                      | Internacional     | 1                 | 0                 | 1 |               |                    |                    |                    |                    |  |           |                               |                               |                               |                               |           |   |                     |                     |                     |                     |
|  | Internacional        | Internacional     | 1                 | 0                 | 1 | 3             | 0                  | 3                  |                    |                    |  |           |                               |                               |                               |                               |           |   |                     |                     |                     |                     |
|  | Internacional        |                   |                   |                   |   | 3             | 0                  | 3                  |                    |                    |  |           |                               |                               |                               |                               |           |   |                     |                     |                     |                     |
|  | Sapiranga            | 0                 | 0                 | 0                 |   |               |                    |                    |                    |                    |  |           |                               |                               |                               |                               |           |   |                     |                     |                     |                     |
|  | Sapiranga            | 0                 | 0                 | 0                 |   | Internacional | 3                  | 1                  | 4                  |                    |  |           |                               |                               |                               |                               |           |   |                     |                     |                     |                     |
|  |                      |                   |                   |                   |   | Internacional | 3                  | 1                  | 4                  |                    |  |           |                               |                               |                               |                               |           |   |                     |                     |                     |                     |
|  |                      | Pelotas           | 2                 | 2                 | 4 |               |                    |                    |                    |                    |  |           |                               |                               |                               |                               |           |   |                     |                     |                     |                     |
|  | Pelotas              | Pelotas           | 2                 | 2                 | 4 | 0             | 5                  | 5                  |                    |                    |  |           |                               |                               |                               |                               |           |   |                     |                     |                     |                     |
|  | Pelotas              |                   |                   |                   |   | 0             | 5                  | 5                  |                    |                    |  |           |                               |                               |                               |                               |           |   |                     |                     |                     |                     |
|  | Juventus             | 1                 | 1                 | 2                 |   |               |                    |                    |                    |                    |  |           |                               |                               |                               |                               |           |   |                     |                     |                     |                     |

## Campeão
| Copa FGF de 2004    |
| ------------------- |
| Esportivo 1º Título |